# Nils Simonsson (indolog)
Nils Simonsson, född 12 november 1920 i Stavre, Offerdal, död 22 maj 1994 i Uppsala, var en svensk indolog samt professor vid Universitetet i Oslo och Uppsala universitet.

## Biografi
Nils Simonsson var son till bonden Simon Simonsson (1885–1972) och Helena Olofsdotter (1888–1958). Han avlade studentexamen 1941, och blev fil. kand. vid Uppsala universitet 1945. Han studerade vidare i Paris och Köpenhamn, och blev fil. lic. 1951 och fil. dr. 1957.  Från 1957 till 1963 var han docent vid Uppsala universitet. Åren 1963–1975 var han professor i 'indisk språk og litteratur' vid Universitetet i Oslo, och 1975–1985 i sanskrit med jämförande indoeuropeisk språkforskning vid Uppsala universitet.
Simonsson intresserade sig även för sin hembygds dialekt av jämtskan, Offerdalsmålet, och publicerade en längre artikel om detta 1962.
Nils Simonsson är gravsatt på Offerdals gamla kyrkogård, vid Offerdals kyrka.
Simonsson var gift med Ingeborg Morgenstern från Tyskland, samt far till keramikern och folkmusikern Olle Simonsson.

### Webbkällor
- Nils Simonsson i Kungliga Vitterhetsakademiens matrikel